# Palen-staketsel
Palen-staketsel is een artistiek kunstwerk in Amsterdam-West.
Het stamt uit 1987 of 2002, toen de kunstenaar Ger Dekker (1943-2020) lesgaf aan de Rietveld Academie in Amsterdam. Dekker was toen al jaren gestopt met figuratief werken en kwam voor deze plek met een hardstenen sokkel van waaruit zes houten en negen stalen palen de hemel in wijzen. De gemeente omschreef het als een “subtiel spel van richtingen”, de ander hield vast aan de letterlijke betekenis van staketsel, een versperring. Het kunstwerk werd er neergezet tijdens de derde ontwikkeling van de wijk Kop van Jut, die plaatsvond in de periode 2000 tot 2006 onder leiding van stedenbouwkundige en architect Sjoerd Soeters met De Piramides en het Marcanti College. 
Het beeld contrasteert sterk met beeldhouwwerk, dat Hildo Krop leverde voor de Brug 382, nog geen tien meter verwijderd van dit kunstwerk.